# 五峰乡 (十堰市)
五峰乡，是中华人民共和国湖北省十堰市郧阳区下辖的一个乡镇级行政单位。

## 行政区划
五峰乡下辖以下地区：
南北峰村、红椿沟村、西峰村、东峰村、肖家河村、黑滩垭村、花瓶沟村、双庙村、石门村、安城沟村、彭家湾村、鲍家河村、尚家河村、上塔村、张家楼村、小石沟村、黑家湾村、大树垭村、曹家湾村、大石沟村、蒿坪村和下三岔村。